# Flauš
Flauš je tkanina z mykané vlny s objemným, vlasovým povrchem změkčeným počesáním za mokra. Vyrábí se vzájemným protkáním dvou osnov nebo dvou útků nad sebou. Vlasový povrch se dosáhne tím, že se vlákna vyčnívající po zdrsnění za mokra na povrchu ukládají a fixují jedním směrem na ploše tkaniny. Jedná se o technologii zvanou valchování.
Tkaniny se používají na klasické dámské a pánské pláště, módní saka a bundy, podle některých pramenů také na krátké sportovní pláště (duffle coat) a na potahy kulečníkových stolů.
Některé flauše se mylně považují za (netkané) plsti, protože povrch obou textilií je velmi podobný.

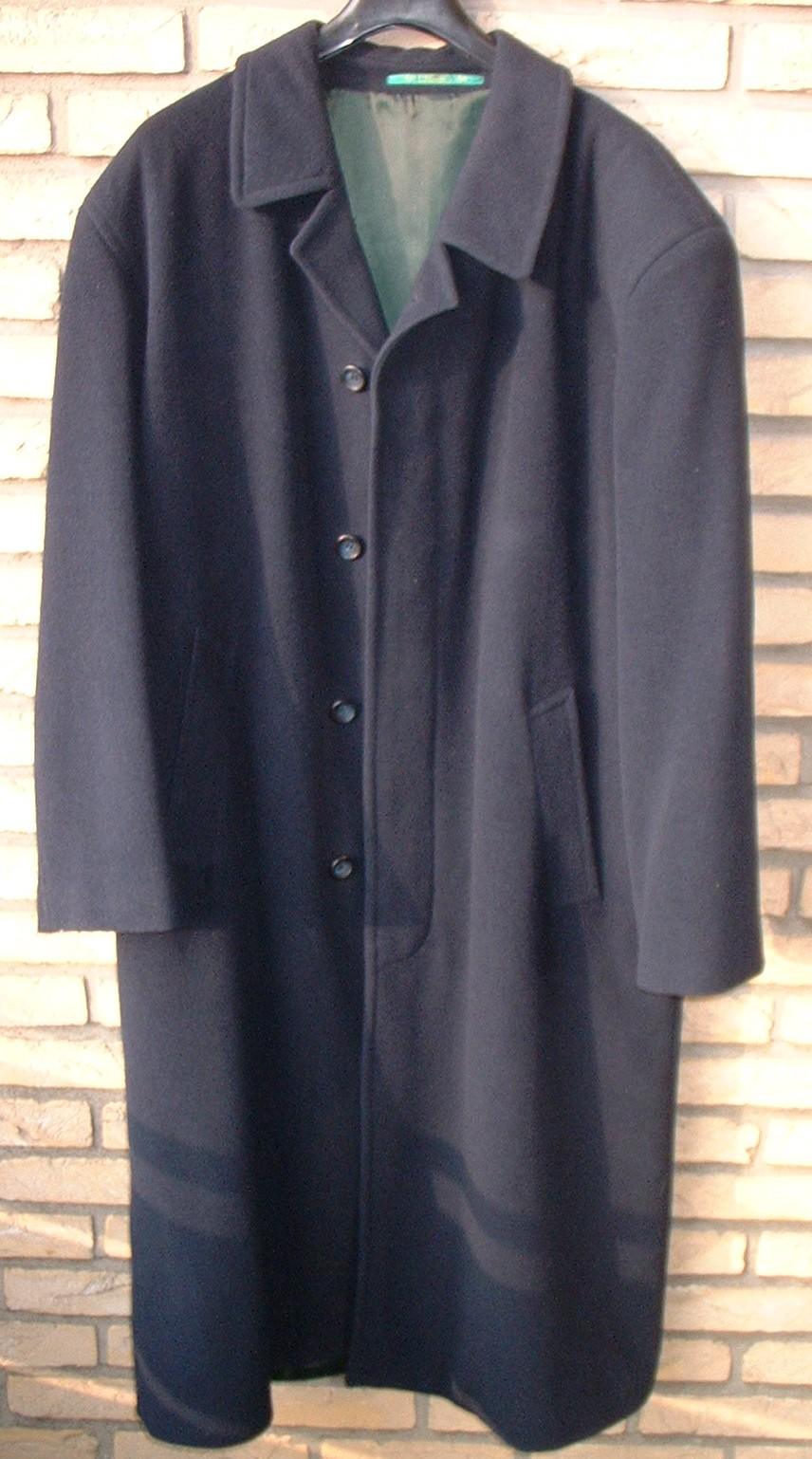
Flaušový pánský plášt (z konce 20. století)
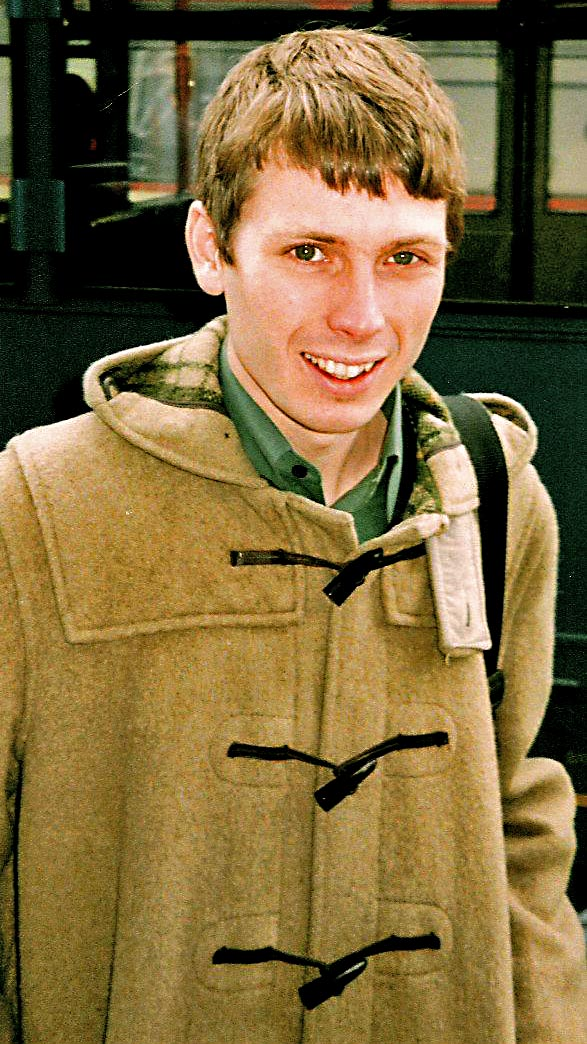
Daflkout (z 2. poloviny 20. století)
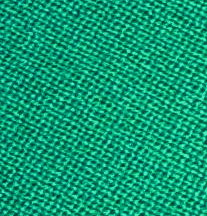
Struktura flaušového potahu na kulečníkový stůl